# Fluvidona anodonta
Fluvidona anodonta là một loài ốc nước ngọt cỡ nhỏ có nắp, là động vật thân mềm chân bụng sống dưới nước trong họ Hydrobiidae. Đây là loài đặc hữu của Úc.
Lưu ý: Tất cả các Loài trong chi này bây giờ dường như đã được chuyển giao cho các chi Austropyrgus.